# Deneschnygasse

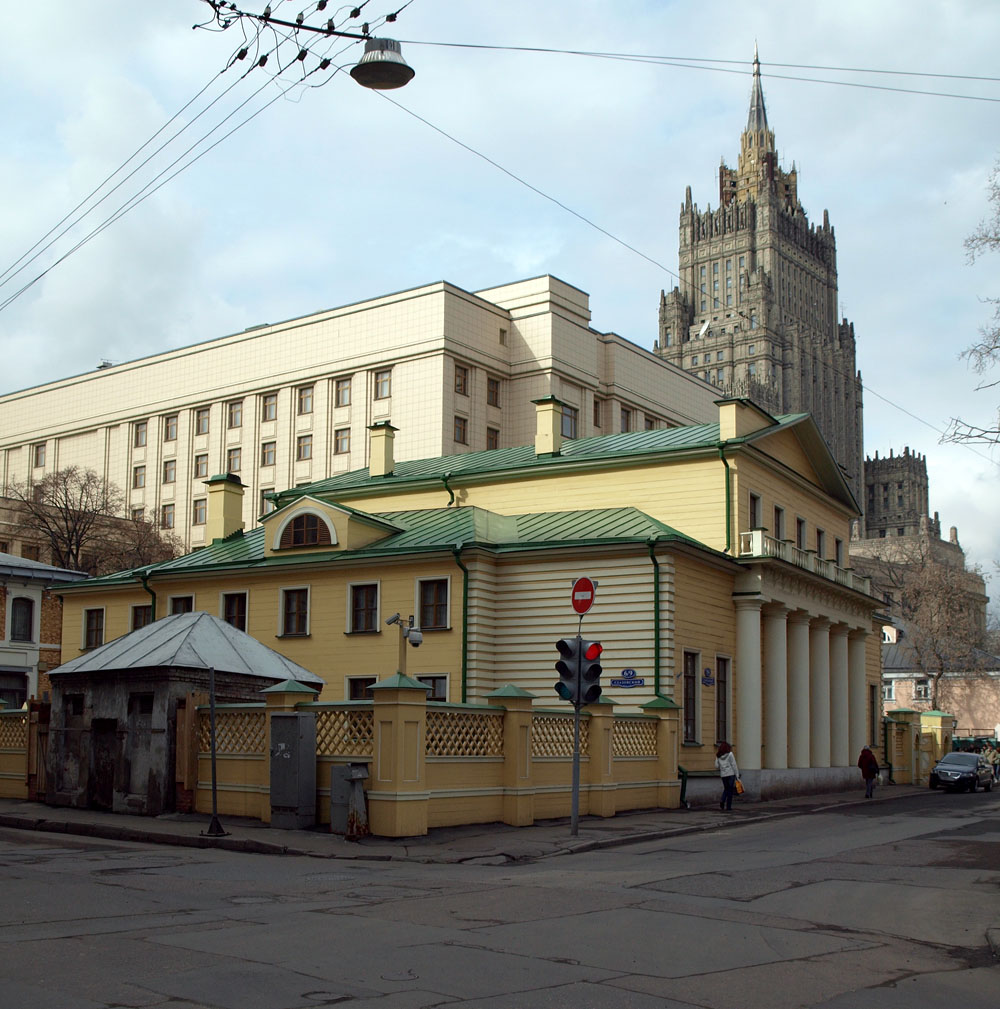
Die Deneschnygasse

Die Deneschnygasse (russ. Денежный переулок, Deneschni pereylok) ist eine Gasse im Stadtteil Chamowniki und Arbat im Zentralen Verwaltungsbezirk Moskaus. Sie führt von der Großen-Ljowschinski-Gasse zu der Straße Arbat, parallel zum Gartenring, hinter dem Komplex der Gebäude des Außenministeriums. Die Länge beträgt 0,6 km. An der Gasse befinden sich Botschaften von Italien, Chile, Gabun.

## Geschichte
Die Gasse änderte mehrfach ihren Namen. Im Mittelalter befanden sich dort die Wohnräume der Münzstecher und Präger, die bei der Staatlichen Münzprägeanstalt arbeiteten. Dadurch bekam die Gasse den Namen Deneschny (also monetär). Später trug die Gasse die Namen Jermolow sowie Pleschtscheew (nach den Nachnamen der Hausbesitzer), auch Pokrowski-Gasse. Dort befand sich auch die 1673 erbaute Mariä-Schutz-und-Fürbitte-Kirche, die unter der Sowjetherrschaft 1930 abgerissen wurde. 1933 wurde die Gasse in Wesnina-Straße umbenannt, in Erinnerung an den Architekten Leonid Wesnin, der dort lebte. 1994 bekam die Gasse wieder den Namen Deneschny.

## Beschreibung

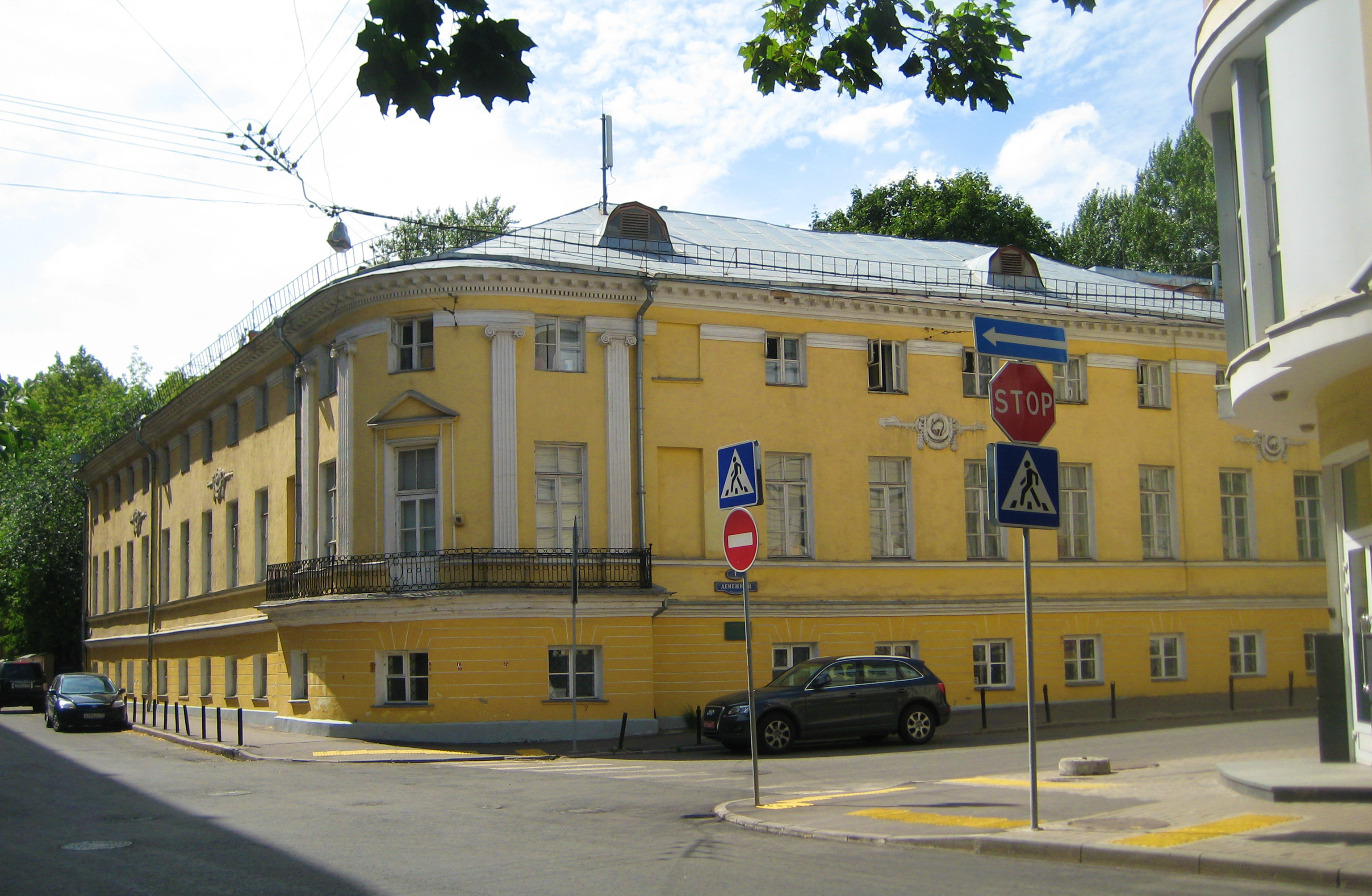

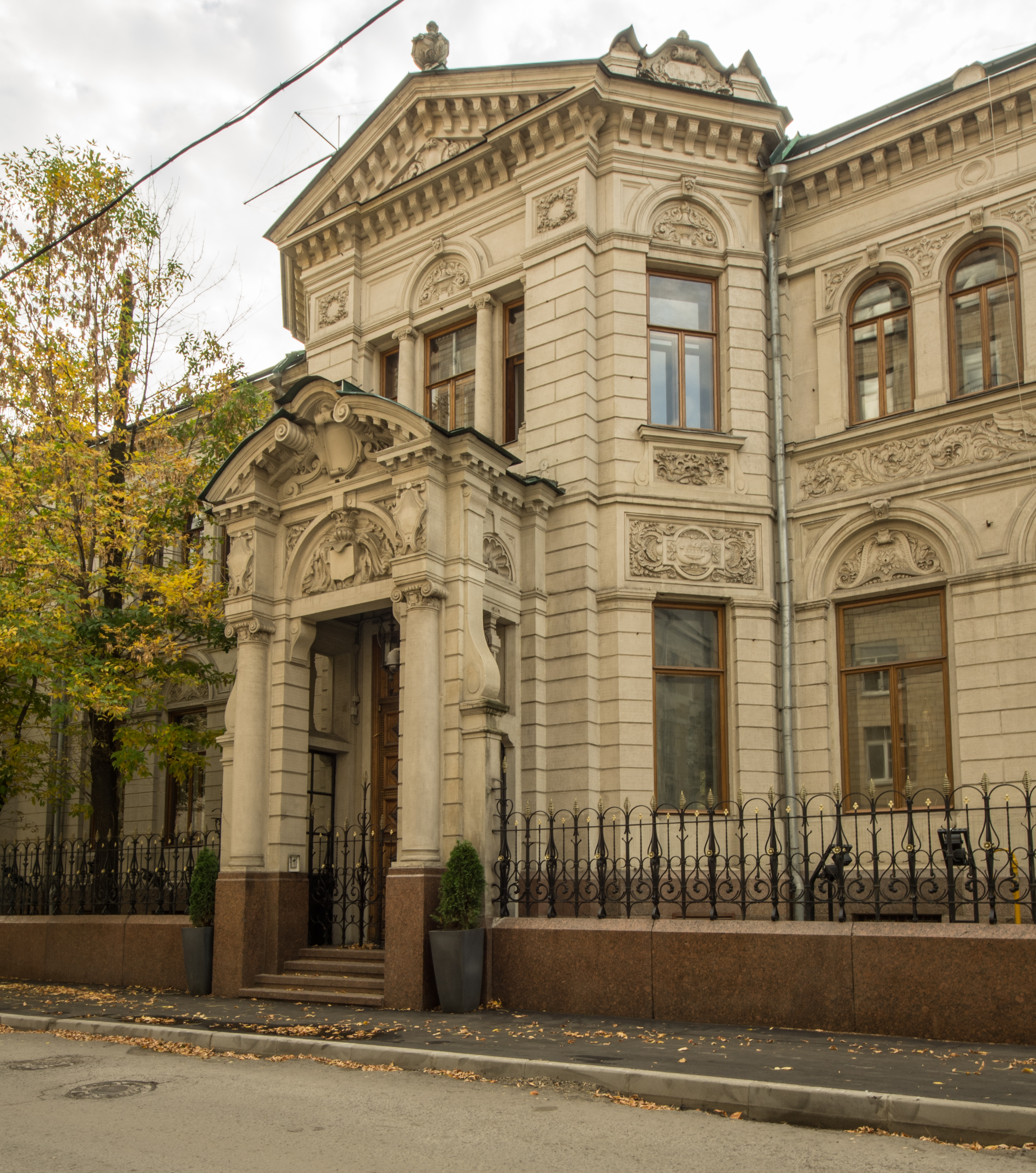

An der Straße befinden sich unter anderem:
- Nr. 1/8 – Das dreistöckige Wohngebäude von A.F. Ladyschenski, bei der Kreuzung mit der Großen-Ljowschinski, das Ende des 18. bis Anfang des 19. Jahrhunderts im Stil des Klassizismus gebaut wurde.[1] 1835 wurde es von Moskauer Regierung gekauft und als Wohngebäude für Staatsbeamte genutzt. Hier lebte der Architekt und Kunstsammler Ewgraf Tjurin (1792–1875), der eine  Sammlung von rund 400 Gemälden, darunter von Rubens, Diego Velázquez und Anthonis van Dyck aufbaute, für die Öffentlichkeit zugänglich machte, und ein Kunstmuseum plante. Hierfür bekam er aber von den Moskauer Behörden keines der Gebäude. Auch lebten hier die Historiker Iwan Sabelin und Sergei  Solowjow. Jetzt befindet sich hier ein internationaler Kunstfonds. Das Gebäude ist ein Kulturdenkmal mit föderaler Bedeutung und steht unter Denkmalschutz.
- Nr. 5 – Das Berg-Herrenhaus. Auch ein Kulturdenkmal mit föderaler Bedeutung. Dieses Gebäude befindet sich an der Stelle des alten Holzherrenhauses aus 1817, dessen Besitzer bis 1852 der Schriftsteller Michail Sagoskin war. Ende des 19. Jahrhunderts wurde dieses Haus von dem Kaufmann Sergei Berg gekauft und abgerissen, um hier ein Wohngebäude aus Stein zu errichten. Dieses wurde von dem Architekten Pjotr Boizow im Stil des Eklektizismus, mit einer Verkleidung aus grauen Sandstein, gebaut und bekam als eines der ersten bei der Elektrifizierung Moskaus einen Stromanschluss. Hinter dem Haus befindet sich ein Garten mit einer Fontäne und mit einer Laube im maurischen Stil. Im Jahr 1918 befand sich hier kurzzeitig die deutsche Botschaft. Am 6. Juli 1918 wurde hier der Botschafter Wilhelm von Mirbach durch die Linken Sozialrevolutionäre Jakow Bljumkin und  Nikolai Andrejew erschossen. Danach gehörte das Gebäude zum Komintern; ab 1924 befand sich hier Botschaft Italiens, von 1941 bis 1945 die Japanische Botschaft und seit 1949 wieder die italienische Botschaft.[2] Hier werden regelmäßig Musikkonzerte und Kunstausstellungen durchgeführt. Die historische Innenausstattung des Gebäudes ist erhalten.
- Nr. 7 Korps 1. – Das Herrenhaus wurde nach dem Projekt des Architekten Adolf Seligson 1910–1912 errichtet. Jetzt gehört es zu der Botschaft Chiles.
- Nr. 9/5 – Ein Wohnhaus, auch nach Planung von A. Seligson, in dem unter anderem Anatoli Lunatscharski sowie der oben erwähnte J. Bljumkin lebten. Hier befindet sich das Memorialkabinett von Lunatscharski. Von 1921 bis 1924 befand sich dort auch die Rudomino-Bibliothek (aktuelle Adresse Nikolojamskaja, 1).

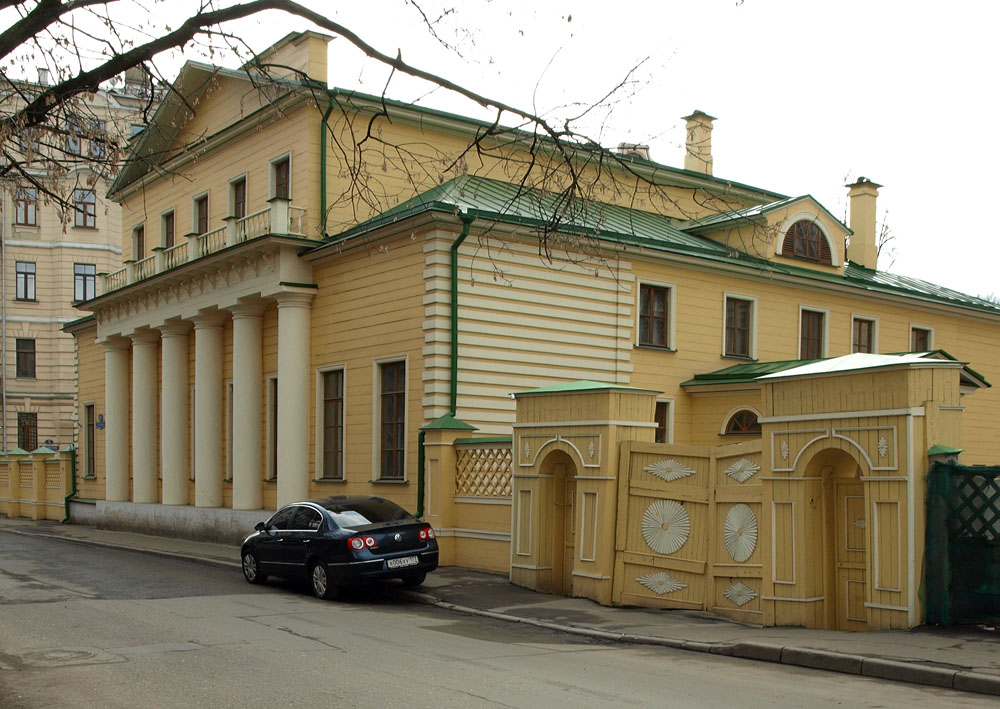

- Nr. 9/6 – Das Poliwanow-Herrenhaus. Dieses Holzgebäude steht auf Steinfundamenten eines alten Wohnhauses, das während des Großbrandes von 1812 zerstört wurde. Das neue Wohnhaus wurde im Jahr 1823 für den pensionierten Offizier Alexander Poliwanow (1784–1845), der ein Veteran der Schlacht bei Preußisch Eylau war, gebaut und überlebte in zwei Jahrhunderten mehrere Brände, letzterer im Jahr 2001. Vor der Oktoberrevolution diente es als Wohngebäude, unter der Sowjetherrschaft wurde es nationalisiert und von verschiedenen Organisationen genutzt. Während des Großen Vaterländischen Krieges befand sich dort eine Schule für Fernmeldetruppen. 1951–1954 folgte eine Restaurierung, dabei wurden Zaun und Tor wiederhergestellt. Die letzte Restaurierung wurde 2004 – 2007 durchgeführt, danach wurde das Gebäude als Kulturdenkmal mit föderaler Bedeutung anerkannt und dem Russischen Kulturministerium übergeben.
- Nr. 11. Korps 1 – Das Herrenhaus Tolstoi-Gratschow. Dieses Holzgebäude wurde in der zweiten Hälfte des 18. Jahrhunderts gebaut,[3] 1884 umfassend rekonstruiert. Jetzt gehört es zum Außenministerium der Russischen Föderation.
- Nr. 12. Ein Wohnhaus, das 1907 gebaut wurde. Hier lebten Jewgeni Wachtangow sowie Leonid Wesnin. Jetzt befinden sich dort die Vertretungen der Oblast Kamtschatka und Oblast Uljanowsk sowie die Privatschule Pifagor und Ko und die Museumswohnung Wachtangows.
- Nr. 13. Das Haus Bol-Gutheil ist ebenfalls ein Denkmal mit regionaler Bedeutung. Es wurde 1887 von dem Architekten Wladimir Gawrilow für Kaufmann Nikolai Bol gebaut, ab 1892 war der Besitzer der Musikverleger Karl Gutheil. Hier war oft Sergei Rachmaninow zu Gast.
- Nr. 16/4 – Das Pawlow-Herrenhaus. Es wurde 1899–1900 von dem Architekten Karl Treiman gebaut, 1905 von Stanislaw Kutschinski verändert. Jetzt befindet sich hier der Botschaft Gabuns.
- Nr. 24.1 – Das Wohnhaus wurde 1823 für Awdotja Waskowa gebaut, später mehrfach (1833, 1893, 1914) umgebaut. In den 1890er Jahren gehörte es Agrippina Pletschko, der Tochter des Historikers Michail Pogodin.

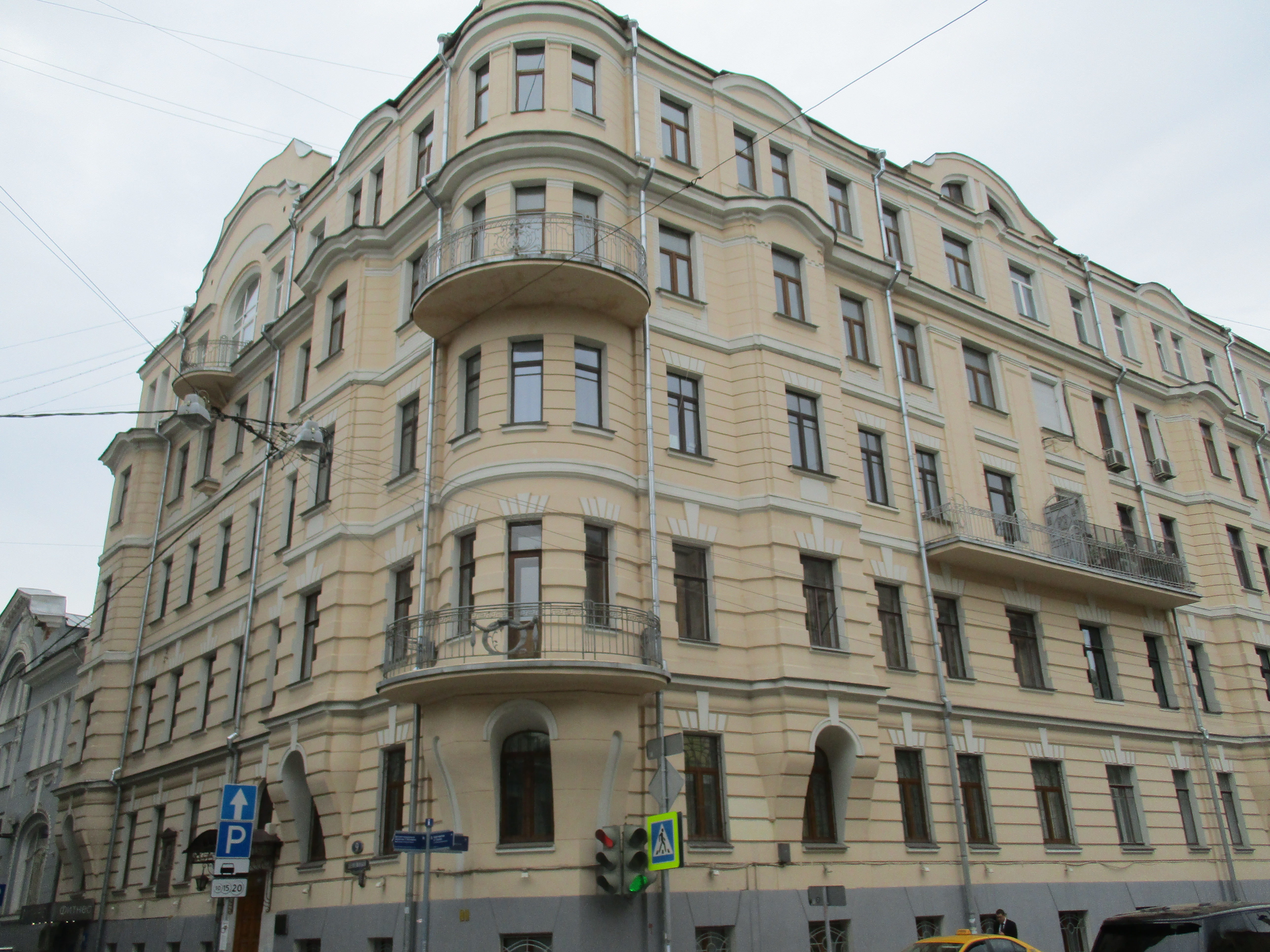
Nr. 9/5
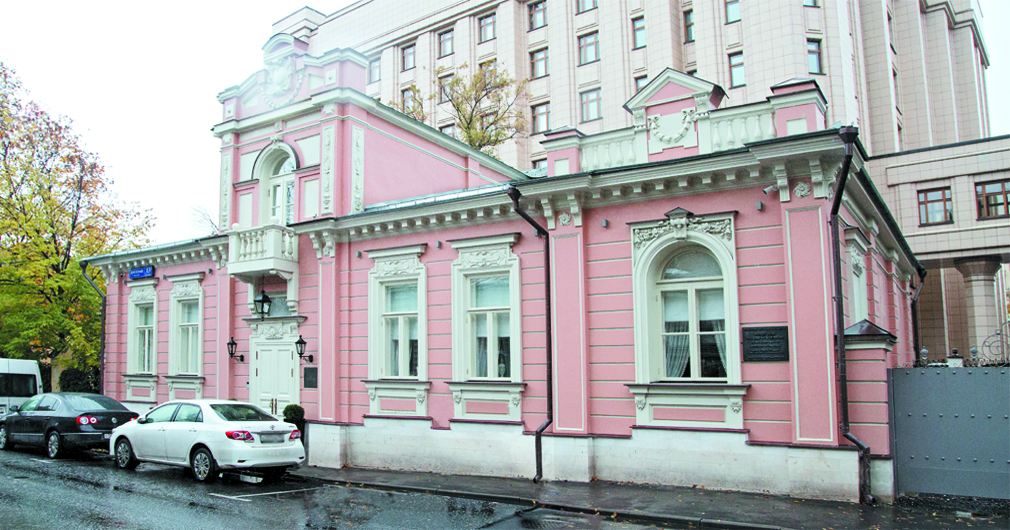
Nr. 13
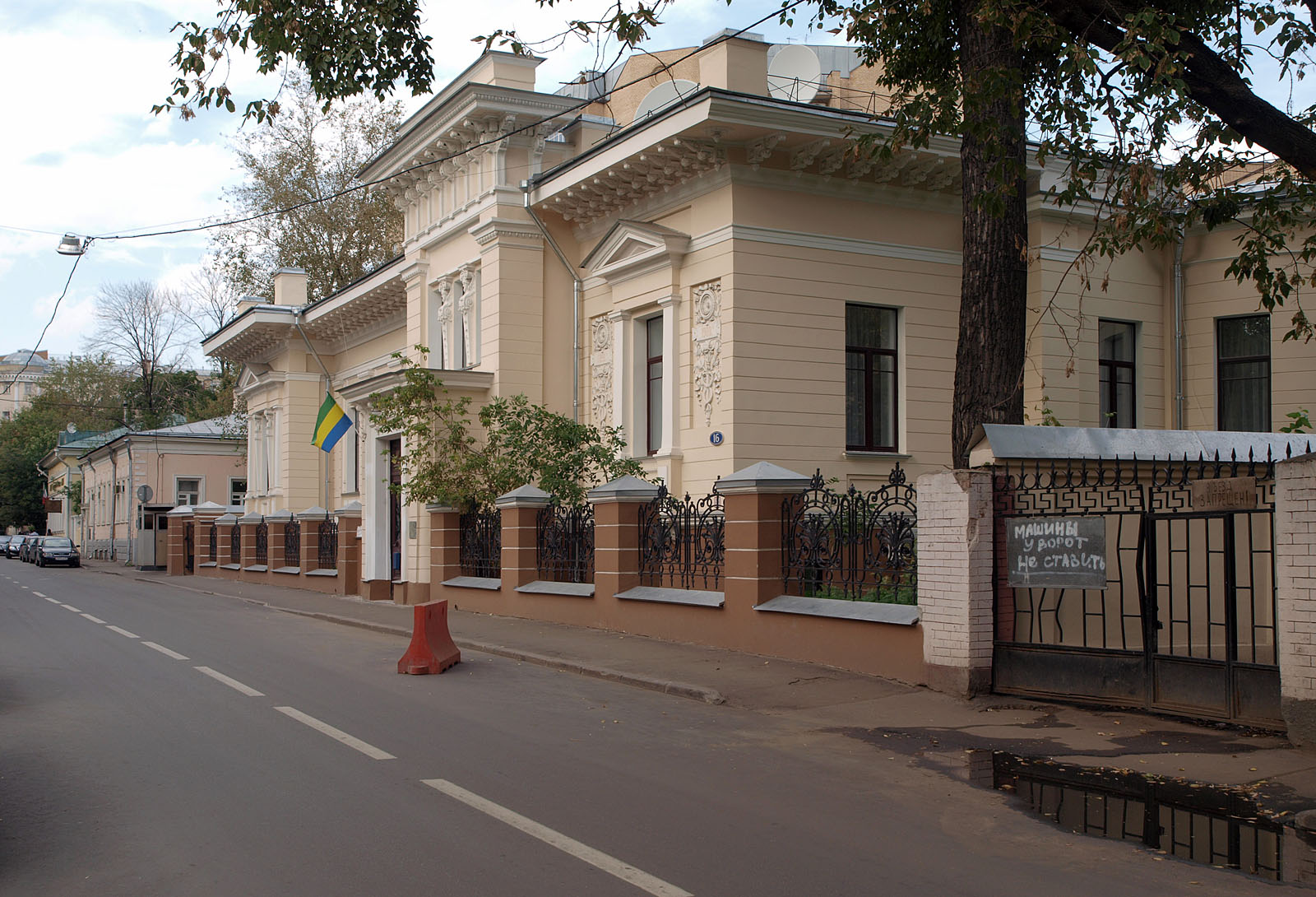
Nr. 16/4
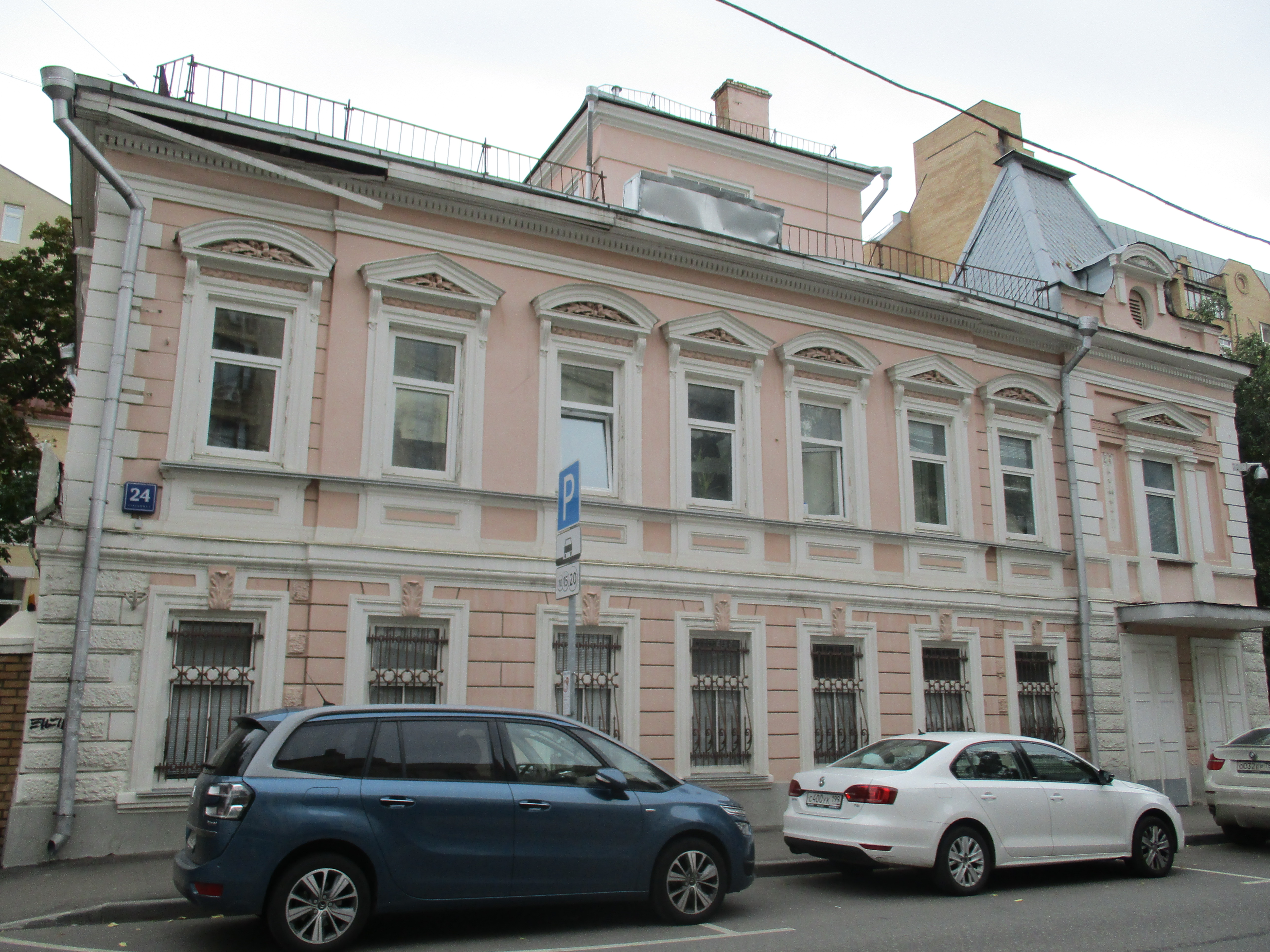
Nr. 24.1